# Cyclosa micula
Cyclosa micula är en spindelart som först beskrevs av Tord Tamerlan Teodor Thorell 1892.  Cyclosa micula ingår i släktet Cyclosa och familjen hjulspindlar. Inga underarter finns listade i Catalogue of Life.